# Mareanivka, Șpola
Mareanivka (în ucraineană Мар'янівка) este o comună în raionul Șpola, regiunea Cerkasî, Ucraina, formată numai din satul de reședință.

## Demografie
Componența lingvistică a comunei Mareanivka
     Ucraineană (98,02%)
     Rusă (1,9%)
Conform recensământului din 2001, majoritatea populației comunei Mareanivka era vorbitoare de ucraineană (98,02%), existând în minoritate și vorbitori de rusă (1,9%).